# Csepeli-sík
A Csepeli-sík földrajzi tájegység Magyarországon. A síkság az Alföld, ezen belül a Duna menti síkság középtáj részét képezi.

## Határai
Délről a Solti-sík, keletről, északkeletről a Kiskunsági-homokhát és a Pesti-hordalékkúpsíkság határolja. Nyugatról természetes határát képezi a Duna, mely az Érd–Ercsi-hátságtól és a Váli-víz síkjától választja el.

## Tájképe
Jelentősen átalakított mezőgazdasági táj, 20%-nyi természetes és féltermészetes növényzettel. Potenciális növényzete a Duna-mentén ártéri ligeterdő és mocsár, a mentett ártéren keményfaliget és láperdő (mocsárrétek mozaikjával), a Turjánvidéken keményfaliget, láprét-láperdő, zárt alföldi tölgyes, Apaj–Kunszentmiklós térségében szikes puszta. Nyugaton a táj meghatározó eleme a Duna ártéri öblözeteinek növényzete és a hullámtér szinte folyamatos galériaerdei. Ettől Keletre a Duna-szabályozás és a belvízrendezés a területet jórészt megfosztotta felszíni vizeitől, a nedves rétek visszaszorultak. Délen a meglévő ősi szikesek mellett a meszes-szódás talajon másodlagos szikesedés indult meg. A regenerációs potenciál a hullámtéren az inváziós fertőzöttség függvényében jó, a szikes pusztákon és Turjánvidéken jó. A flóra a változatos élőhelyek következtében gazdag. Aktuális növényzetében jellemzők: puhafa- és keményfaligetek és utóbbiak fehérnyáras származékai (Duna jobb part, Csepel-sziget: fekete galagonya, téli zsurló, hóvirág, nyári tőzike), ligeti csillagvirág, ligeti szőlő, kőrises égerláp, csátés és kékperjés láprétek (Turjánvidék: mézgás éger, magyar kőris, kornistárnics, pókbangó); nádas úszólápok (Soroksári-Duna: tőzegpáfrány, lápi csalán); szikes rétek, ürmös szikespuszták (sziki üröm, magyar sóvirág), vaksziknövényzet (pozsgás zsázsa, magyar sóballa) (Kunszentmiklós, Apaj); homokpusztagyepek (Csepel-sziget: magyar csenkesz).

## Települések
A tájegység települései többek között:
- Apaj
- Kunszentmiklós
- Szalkszentmárton
- Tass
- Apostag
- Dunaegyháza
- Dunavecse
- Kunadacs
- Kunpeszér